# Skup podataka
Skup podataka je kolekcija podataka. U slučaju tabelarnih podataka, skup podataka odgovara jednoj ili više tabela baze podataka, pri čemu svaka kolona tabele predstavlja određenu promenljivu, a svaki red odgovara datom zapisu skupa podataka u pitanju. Skup podataka navodi vrednosti za svaku od promenljivih, kao što su na primer visina i težina objekta, za svakog člana skupa podataka. Skupovi podataka se takođe mogu sastojati od kolekcije dokumenata ili datoteka.
U disciplini otvorenih podataka, skup podataka je jedinica za merenje informacija objavljenih u javnom repozitorijumu otvorenih podataka. Evropski portal podataka objedinjuje više od milion skupova podataka.

## Spoljašnje veze
- Data.gov – the U.S. Government's open data
- GCMD[мртва веза] – the Global Change Master Directory containing over 34,000 descriptions of Earth science and environmental science data sets and services
- Humanitarian Data Exchange(HDX) – The Humanitarian Data Exchange (HDX) is an open humanitarian data sharing platform managed by the United Nations Office for the Coordination of Humanitarian Affairs.
- NYC Open Data – free public data published by New York City agencies and other partners.
- Relational data set repository Архивирано 2018-03-07 на сајту
- Research Pipeline – a wiki/website with links to data sets on many different topics
- StatLib–JASA Data Archive
- UCI – a machine learning repository
- UK Government Public Data
- World Bank Open Data – Free and open access to global development data by World Bank